# 20 Flotylla Trałowa
20 Flotylla Trałowa (ang. 20th Minesweeping Flotilla) – flotylla uformowana przez Royal Australian Navy w okresie II wojny światowej.  Była to pierwsza flotylla trałowa RAN-u zorganizowana w czasie II wojny światowej.  Jako jednostka organizacyjna działała do 1941 po czym jej działalność została zawieszona, została ponownie zorganizowana w 1945.  Czterema pierwszymi okrętami wchodzącymi w jej składy były HMAS „Swan”, „Yarra”, „Doomba” i „Orara”, w późniejszym czasie do Flotylli należały także okręty HMAS „Warrego”, „Warrnambool”, „Echuca” i „Burnie”.